# Comté de Richland (Ohio)
Pour les articles homonymes, voir Comté de Richland.
Le comté de Richland – en anglais : Richland County – est un des 88 comtés de l'État de l'Ohio, aux États-Unis.
Sa population était de 128 852 habitants en 2000.
Son siège est fixé à Mansfield